# Bishop Dolegiewicz
Zbigniew "Bishop" Dolegiewicz (Toronto, 8 de julho de 1953 – Lehi, Utah, Estados Unidos, 29 de outubro de 2008) foi um atleta e treinador canadiano, especialista em arremesso de peso e de disco.

## Biografia

### Carreira
Foi chamado a representar o seu país nos Joogos Olímpicos de 1976, em Montreal, na prova de lançamento do disco. Porém, uma série de três ensaios nulos na qualificação, ditou a sua eliminação precoce numas olimpíadas realizadas no seu próprio país. Voltaria oito anos depois, mas para participar agora no arremesso do peso dos Jogos de Los Angeles 1984. Desta feita, conseguia apurar-se para a final, onde acabaria na 11ª posição com 18.39 m.
Para além das participações olímpicas, foi medalhista de prata nos Jogos Pan-Americanos de 1975 e de 1979 e medalhista de bronze nos Jogos da Commonwealth de 1978 e de 1982. Participou também na primeira edição dos Campeonatos Mundiais de Atletismo, disputados em Helsínquia em 1983 e representou a seleção das Américas na Taça do Mundo de 1979.
Em 1985 decide terminar a carreira de atleta e iniciar uma carreira de treinador na Universidade de Saskatchewan e, mais tarde, na Southern Utah University.

### Controvérsia
Após o escândalo de Ben Johnson nas Olimpíadas de Seul, o Governo canadiano mandou instaurar um inquérito, que ficaria conhecido como Dubin Inquiry, e que tinha como objetivo apurar o alcance do uso de substâncias dopantes por parte atletas deste país. Dolegiewicz acabaria por admitir, não só que usara esteroides ao longo de grande parte da sua carreira, como também tinha sido fornecedor, enquanto técnico, de substâncias dopantes a vários outros atletas (incluindo Ben Johnson).
Durante o inquérito, Dolegiewicz confessaria que "estava arrependido pelo de esteroides que lhe tinham feito pagar um preço demasiado alto na sua saúde física e mental" e aconselhava os jovens a não seguir o seu exemplo.

### Morte
A sua saúde haveria de se deteriorar bastante nos últimos meses de vida. No dia 29 de Outubro de 2008, Dolegiewicz morria, durante o sono, devido a complicações cardíacas e circulatórias. Tinha 55 anos de idade e deixava viúva Anna, de 30 anos, uma atleta lançadora que Bishop tinha treinado.